# Vasif Durarbəyli
Vasif Durarbəyli (beim Weltschachbund FIDE Vasif Durarbeyli; * 24. Februar 1992 in Sumqayıt) ist ein aserbaidschanischer Schachspieler.

## Leben
Vasif Durarbəyli war Student der Azerbaijan State Academy of Physical Culture and Sport in Baku und studiert inzwischen an der Webster University in  St. Louis, Missouri.

## Erfolge

### Jugenderfolge
Bei der U16-Schacholympiade 2006 in Ağrı spielte er für Aserbaidschan am ersten Brett. Im selben Jahr gewann er die U14-Jugendweltmeisterschaft in Batumi und wurde hinter Péter Prohászka Zweiter bei der U14-Jugendeuropameisterschaft in Herceg Novi. 2010 gewann er in Batumi die U18-Europameisterschaft.

### Allgemeine Erfolge
Für die aserbaidschanische Nationalmannschaft nahm er an der Schacholympiade 2006 in Turin am zweiten Reservebrett teil und kam dort zu drei Einsätzen. Im selben Jahr wurde er Dritter in der C-Gruppe des Aeroflot Opens in Moskau. Im Folgejahr konnte er beim Aeroflot Open die B-Gruppe gewinnen.
Vereinsschach spielt er in Aserbaidschan und der Türkei, dort für Antalya Callispor.
Internationaler Meister (IM) wurde er im September 2007. Die Normen hierfür erzielte er bei der aserbaidschanischen Einzelmeisterschaft 2006 in Baku mit Übererfüllung (mit Siegen gegen unter anderem Fərid Abbasov und Eltac Səfərli) sowie bei seinem Gewinn der B-Gruppe des Aeroflot Opens 2007 und der Europameisterschaft 2007 in Dresden (gleichzeitig Norm zum Erhalt des Großmeister-Titels (GM) mit Siegen gegen unter anderem Maxim Sorokin, David Howell, Florian Jenni und Alexander Naumann). Im Mai 2008 hatte er alle Normen für den Erhalt des Großmeister-Titels zusammen. Dieser wurde für den März 2009 beantragt, er musste jedoch auf den Titel bis Juli 2010 warten, da er erst dann die Schwelle von 2500 Elo-Punkten überschritten hatte. Die weiteren Normen hatte er sich beim 17. Internationalen Festival in Abu Dhabi im August 2007 geholt sowie beim 3. President’s Cup in Baku.
Im Jahr 2013 nahm Durarbəyli am Schach-Weltpokal in Tromsø teil, scheiterte aber in der ersten Runde an Anton Korobow, und wurde bei der Mannschaftsweltmeisterschaft in Antalya am vierten Brett der aserbaidschanischen Mannschaft aufgestellt. Beim Schach-Weltpokal 2015 in Baku schied er in der ersten Runde gegen Lê Quang Liêm aus. Beim Schach-Weltpokal 2021 in Sotschi stieß Durarbəyli bis ins Achtelfinale vor: In der ersten Runde gewann er gegen Damitri Skljarow, in der zweiten gegen Alexander Predke sowie in der dritten gegen David Navara. In der vierten Runde setzte er sich gegen Nodirbek Abdusattorov erst im Blitz-Tie-Break durch, bevor er gegen Santosh Gujrathi Vidit ausschied.
Im Jahr 2021 gewann Durarbəyli zum ersten Mal die aserbaidschanische Meisterschaft. Im Januar 2023 wurde er in Baku erneut aserbaidschanischer Einzelmeister.
Mit seiner höchsten Elo-Zahl von 2638 im Mai 2022 lag er auf dem sechsten Platz der aserbaidschanischen Elo-Rangliste.